# Eduardo Manet
Eduardo Manet, cuyo verdadero nombre es Eduardo González Manet (Santiago de Cuba, 19 de junio de 1930) es un dramaturgo, cineasta y novelista franco-cubano que, después de escribir teatro en español, adoptó el francés como lengua de producción de sus novelas.

## Biografía

### Cuba y su inslación en Francia
Eduardo Manet comenzó a escribir críticas de teatro y entrevistas en Pueblo y Alerta y debutó en la literatura de ficción con piezas teatrales; en 1948, ganó el premio Prometeo por Scherzo, primera obra de teatro emitida en la televisión cubana. Continuó como dramaturgo con las obras Presagios y La infante que quiso tener ojos verdes.
Se relacionaba frecuentemente con los pioneros del teatro cubano, entre los que podemos citar: Modesto Centeno, Vicente Revuelta, Minín Bujones, Ángel Espasande, René Buch, Rolando Ferrer, Ramiro Guerra, Tomás Gutiérrez Alea, Francisco Marín, Andrés Castro, Nora Badía, Raúl González de Cascorro, Ramón Ferreira, Flora Díaz Parrado, Virgilio Piñera y Carlos Felipe.
Estudió en la Universidad de La Habana (1946-1950), donde participó en numerosos debates políticos y conoció a destacados miembros de la vanguardia de la escena cubana política y cultural.
En 1952 viajó por Europa y se instaló en Francia. En París, siendo aún estudiante conoció a Tania Balachova y Pierre Berlin. Se matriculó en la compañía del mimo Jacques Lecoq y como actor viajó por Francia e Italia. Además de las tres piezas español citadas, escribe en esta época su primera novela en francés: Etrangers dans la ville (París, editorial Juliard, 1956).
A su regreso a Cuba en 1960 —con su esposa y su hijo Laurent—, se convirtió en el director del Centro de las Artes Dramáticas y comenzó su carrera de cineasta. Más del tránsito fue su primera película (precursora de la pieza Les Nonnes o Las monjitas), a la que le siguieron La santa (1960), “El negro” (1960), su primer documental, Napoleón gratuitamente (1961), El club (1962), Portocarrero (1965), Un día en el solar (1965), Show (1967, con Sonia Calero) y, por último, Salinas (1967).
Antes de abandonar Cuba, en 1968, dirigió Alicia. La película principal de este periodo fue Un día en el Solar, primera comedia musical cubana en tecnicolor para la gran pantalla. 
Tras un año en París, su obra de teatro Les Nonnes triunfa. Se instala definitivamente en la capital gala adoptando el francés como idioma de producción literaria. Todas sus novelas las ha escrito en esa lengua y solo una ha sido traducida al español.

## Concepción de la escritura
Eduardo Manet es un gran lector desde su infancia. Cuando era pequeño, leía autores españoles como Cervantes y en particular el Don Quijote, García Lorca pero igualmente leía a autores anglófonos como Faulkner y Jane Austen. También lee a escritores franceses como Stendhal, Balzac o Flaubert y autores rusos como Dostoievski. Todos estos autores le inspiran para su trabajo como escritor. 
Tras abandonar Cuba, decidió escribir en otra lengua diferente al español porque esto le hacía olvidar Cuba. Para ello se fue a Italia para aprender la lengua y la literatura italiana, pero después de participar en un concurso de cuentos en Francia, decidió escribir en francés. En su primer libro, se inspiró en la ciudad universitaria en la que estudió. Pensó que en efecto “los primeros libros son los más cercanos al escritor como recuerdos de la familia y eso es interesante para los que quieran escribir. La primera inspiración es uno mismo. Su familia. “ . Escribió sobre Cuba (“L’île du lézard vert “o “Rhapsodie Cubaine”) basadas en el antes y el después de la revolución, hasta su última obra, “El Pífano”, en el que cuenta la historia de amor entre Eva Gonzalès y el pintor Edouard Manet, y el movimiento impresionista.

## Obras

### Novelas
- Les étrangers dans la ville, 1960, editorial Julliard
- Un cri sur le rivage, 1963, editorial Julliard
- La Mauresque, 1982, editorial Gallimard
- Zone interdite, 1984, editorial Gallimard
- L'île du lézard vert, 1992, editorial Flammarion, 1994
- Habanera, 1994, editorial Flammarion
- Rhapsodie cubaine, 1996, editorial Grasset, 1996
- D'amour et d'exil, 1999, editorial Grasset
- La Sagesse du singe, 2001, editorial Grasset
- Maestro ! (biografía tratada de manera novelizada), 2004, editorial Grasset
- Mes années Cuba, 2004, editorial Grasset
- Ma vie de Jésus, 2005, editorial Grasset
- La Conquistadora, 2006, editorial Robert Laffont
- Un français dans l'ouragan cubain, 2006, editorial Fayard
- Marrane ! , 2007, Hugo&Cie
- La maîtresse du commandant Castro, 2009, Habana
- Comment avoir du panache à tout âge, 2009, Hugo&Cie
- Un Cubain à Paris, 2009, Ecriture
- Les trois frère Castro, 2010, Ecriture
- Le Fifre, 2011, Ecriture

### Teatro
- Scherzo”, 1948
- La Infanta que no quiso tener ojos verdes”, 1950
- Presagio », 1950
- Helen viendra nous voir de Hollywood », 1968
- Les Nonnes », 1969, editorial Gallimard
- Eux ou la Prise du Pouvoir », 1971, editorial Gallimard
- Sur la Piste », 1972,
- Holocaustum ou le Borgne », 1972, editorial Gallimard
- L'autre Don Juan », 1974, editorial Gallimard
- Madras, la Nuit où... », 1975, editorial Gallimard
- Las Menines de la Mer Morte », 1977
- Lady Strass », 1977
- Le Jour où Mary Shelley rencontra Charlotte Brontë », 1979
- Un Balcon sur les Andes », 1985, editorial Gallimard
- Les Gonzi », 1981
- Sacrilèges », 1981
- Histoire de Maheu, le Boucher », 1986, Acte Sud
- Les Chiennes », 1987
- Le Primerissimo », 1988
- Les Couples et les Paravents », 1992
- Poupée Fidel, Papa Marx, Buffalo Bill et la Femme à Barbe », 1992
- Monsieur Lovestar et son voisin de palier », 1995, Acte Sud
- L'Ame Artiste », 1997, Acte Sud
- Viva Verdi !suivi de Mare Nostrum », 1998, Acte Sud

## Filmografía

### Como director y guionista
- El Negro”, 1959, de Eduardo Manet
- Bolívar et le congrès de Panamá », 1979, de Eduardo Manet
- Un Balcon sur les Andes », 1985, de Jacques Audoir
- Vroum-vroum », 1995, de Frédéric Sojcher

### Como actor
- La mémoire courte », 1979 de Eduardo de Gregorio
- Signé Charlotte », 1985, de Caroline Huppert
- Paulette, la pauvre petite milliardaire », 1986, de Claude Confortès

### Interpretándose a sí mismo
- Campus, le magazine de l'écrit », 2004
- Ce soir (ou jamais !)... », 2006

## Premios y distinciones
- Obtuvo en 1989 el premio Lugné Poe SACD por “Las Monjas”.
- Recibió en 1992 el Premio Goncourt de los alumnos de un instituto de enseñanza secundaria por “La Isla del lagarto verde” (Flammarion) y, en 1996,
- el premio Interallié por “Rapsodia cubana” (Gordeta).
- En abril de 2006, Eduardo Manet fue presidente de honor de la Feria del Libro de Limoges.
- Presidente del jurado del Eneldo, Gran Premio del teatro en 2006.
- Es también miembro del Jurado teatral de Amédée destinado a los autores de lengua francesa del Caribe, premio entregado en Guadalupe en junio de 2006.
- Presidente del Premio Dos Océanos, destinado a los escritores latinoamericanos, celebrado en Biarritz, octubre de 2006.
- Fue administrador del SACD (Sociedad de Autores y compositores dramáticos) durante 6 años y actualmente es presidente del consejo permanente.